# Ace Trucking Co.
Ace Trucking Co., tecknad brittisk humoristisk science fiction-serie av Alan Grant, John Wagner och Massimo Belardinelli som publicerats i brittiska 2000 AD mellan 1981 och 1986. I Sverige har serien gått i Magnum Comics.

## Historier
- 'The Kleggs' (5 avsnitt)
- 'Hell's Pocket' (5 avsnitt, tecknad av Gibson)
- 'Lugjack!' (7 avsnitt)
- 'The Great Mush Rush' (8 avsnitt)
- 'The Ughbug Bloos' (1 avsnitt)
- 'Last Lug To Abbo Dabbo' (8 avsnitt)
- 'Joobaloo' (5 avsnitt)
- 'Bamfeezled' (2000AD Sci-Fi Special 1982)
- 'Too Many Bams' (6 avsnitt)
- 'The Kloistar Run' (7 avsnitt)
- 'Stoop Coop Soup' (6 avsnitt)
- 'On The Dangle' (9 avsnitt)
- 'Strike!' (13 avsnitt)
- 'The Croakside Trip' (6 avsnitt)
- 'The Doppelgarp' (22 avsnitt)
- 'The Garpetbaggers' (24 avsnitt)
- 'Stowaway Lugjacker' (2000AD Annual 1986)
- 'The Homecoming' (2000AD Annual 1989)